# Peñón de Argel
El Peñón de Argel es el nombre que recibieron el conjunto de islotes situados frente a la ciudad de Argel, en la entrada del puerto de la ciudad, durante la invasión de Argelia por parte del imperio español a principios del siglo XVI. Actualmente esta península artificial se denomina Ilot de la Marine (en francés Islote de la Armada), y forma parte del territorio de Argelia.
El geógrafo árabe Al-Bakri, escribió en el siglo XI que las islas eran conocidas por el nombre genérico de Stoufla, uno de los islotes del archipiélago. Los islotes fueron conocidos también en la antigüedad como Iulia Cesarea Insula, citados en los escritos de Ptolomeo. Por otro lado nombre árabe de la ciudad de Argel الجزائر Al-Ŷazā'ir, significa literalmente las islas, y proviene del conjunto de islas que actualmente sirven de cimientos del dique del puerto de Argel.
El archipiélago fue conectado a la costa de Argelia después de la expulsión de los españoles en 1529 por Jeireddín Barbarroja, formando una península artificial en la que se encuentra el dique y la entrada actual al puerto de Argel.

## Historia
La conquista española de Mazalquivir, Orán y de Bugía a manos de Pedro Navarro en 1510 intimidó a los reyes de las ciudades-estado de Argel y Túnez, que ofrecieron las ciudades en vasallaje a los castellanos y liberaron a todos los cristianos que tenían cautivos. Los argelinos cedieron al rey de España los islotes de Stofla para construir un fuerte y mantener allí una guarnición, y Pedro Navarro construyó una fortaleza en el conjunto de islotes que tomó el nombre de Peñón de Argel e instaló allí una guarnición de doscientos hombres. Salim al-Tumi (Selim-bin-Teumi), rey de Argel, tuvo que viajar a España a jurar obediencia y lealtad a Fernando II de Aragón.
En 1516, muerto el rey Fernando, el pueblo de Argel esperaba escapar del dominio de los españoles, por lo que Aruj, hermano de Barbarroja, se apresuró a responder a la llamada de los argelinos en lo que se llama la captura de Argel. Aunque el ataque fracasó, la ciudad quedó en manos del imperio otomano, por lo que la fortaleza tuvo que ser avituallada por mar hasta que la guarnición española del Peñón fue derrotada en 1529 a manos de Jaireddín Barbarroja. Jaireddín hizo demoler el recinto del fuerte y los edificios colindantes y los escombros de la demolición se utilizaron para unir los pequeños arrecifes que formaban una línea casi recta entre el islote del fuerte y la costa; lo que fue el origen del dique portuario que ha conservado el nombre de Jaireddín (Kheir-eddine). Esta obra se realizó en un período de 3 años con piedras arrancadas de las construcciones romanas de Rusguniae (Matifou), por un lado, y extraídas de las canteras vecinas, por otro.
El sucesor de Fernando II de Aragón, Carlos I de España, intentó reconquistar Argel en lo que se conoce como la Jornada de Argel de 1541, lo que terminó en otra derrota española.

Debido a que todavía quedaban islotes sin cubrir después de la captura de Argel por los franceses en 1830, durante la conquista francesa de Argelia, los franceses le pusieron el nombre de Ilot de la Marine, que se conserva hasta la actualidad. Las obras de ampliación del dique de contención del puerto de Argel durante la colonización francesa empezaron en 1838, terminando de cubrir todos los islotes, y no se completaron hasta 1899. 

Configuración de los islotes hasta el